# Коба Ґоґоладзе
Ко́ба Ґоґола́дзе (груз. ლაშა გურული; 7 січня 1973) — грузинський професійний боксер, призер чемпіонатів світу та  Європи серед аматорів.

## Аматорська кар'єра
На чемпіонаті Європи 1996 переміг двох суперників, а у чвертьфіналі програв Тончо Тончеву (Болгарія).
На Олімпійських іграх 1996 переміг Рі Чхоль (Північна Корея) та Хуліо Гонсалес Валладареса (Куба), а у чвертьфіналі програв Леонарду Дорофтей (Румунія) — 8-17.
На чемпіонаті світу 1997 завоював бронзову медаль.
- В 1/32 фіналу переміг Мухаммеда Аллалу (Алжир) — 13-6
- В 1/16 фіналу переміг Альберта Старікова (Естонія) — 8-5
- В 1/8 фіналу переміг Хосе Круса (Колумбія) — 14-3
- У чвертьфіналі переміг Леонарда Дорофтей (Румунія) — 11(+)-11
- У півфіналі програв Туменцецегийн Уйтумен (Монголія) — AB 1

На чемпіонаті Європи 1998 завоював срібну медаль.
- В 1/8 фіналу переміг Альберта Старікова (Естонія) — 12-1
- У чвертьфіналі переміг Сергія Острошапкіна (Білорусь) — 10-6
- У півфіналі переміг Артура Геворкяна (Вірменія) — 5-4
- У фіналі програв Кай Густе (Німеччина) — 0-2

На Кубку світу 1998 переміг Руслана Мусінова (Киргизстан), програв Маріо Кінделану (Куба) і отримав бронзову медаль.

## Професіональна кар'єра
1999 року дебютував на професійному рингу. Провів 23 бої. 4 березня 2005 року зазнав першої поразки технічним нокаутом від непереможного Алмазбека Раїмкулова (Киргизстан).
21 липня 2007 року вийшов на бій за титул «тимчасового» чемпіона WBO у другій напівлегкій вазі проти Алекса Артура (Шотландія) і зазнав другої поразки технічним нокаутом.
Наступна поразка від Джи Хун Кіма (Південна Корея), цього разу технічним нокаутом у 1-му раунді, завершила його кар'єру.